# Cohors I Pannoniorum (Germania)
Die Cohors I Pannoniorum [veterana] [pia fidelis] [equitata] (deutsch 1. Kohorte der Pannonier [die Altgediente] [loyal und treu] [teilberitten]) war eine römische Auxiliareinheit. Sie ist durch Militärdiplome, Inschriften und Ziegelstempel belegt.

## Namensbestandteile
- Pannoniorum: der Pannonier. Die Soldaten der Kohorte wurden bei Aufstellung der Einheit aus den verschiedenen Stämmen der Pannonier auf dem Gebiet der römischen Provinz Pannonia rekrutiert.

- veterana: die Altgediente. Der Zusatz kommt in Militärdiplomen von 101 bis 161 vor.

- pia fidelis: loyal und treu. Domitian (81–96) verlieh den ihm treu gebliebenen römischen Streitkräften in Germania inferior nach der Niederschlagung des Aufstands von Lucius Antonius Saturninus die Ehrenbezeichnung pia fidelis Domitiana.[1][A 1] Der Zusatz kommt in dem Militärdiplom von 110 vor.

- equitata: teilberitten. Die Einheit war ein gemischter Verband aus Infanterie und Kavallerie.

Da es keine Hinweise auf den Namenszusatz milliaria (1000 Mann) gibt, war die Einheit eine Cohors quingenaria equitata. Die Sollstärke der Kohorte lag bei 600 Mann (480 Mann Infanterie und 120 Reiter), bestehend aus 6 Centurien Infanterie mit jeweils 80 Mann sowie 4 Turmae Kavallerie mit jeweils 30 Reitern.

## Geschichte
Die Kohorte war in den Provinzen Germania inferior, Moesia superior und Dacia stationiert. Sie ist auf Militärdiplomen für die Jahre 98 bis 165 n. Chr. aufgeführt.
Die Einheit war bereits in vor-flavischer Zeit in Germania stationiert, wie Grabsteine zeigen, die in Aquae Mattiacorum und Bingium gefunden wurden. Durch ein Diplom ist sie erstmals 98 in Germania inferior nachgewiesen. In dem Diplom wird die Kohorte als Teil der Truppen (siehe Römische Streitkräfte in Germania) aufgeführt, die in der Provinz stationiert waren. Ein weiteres Diplom, das auf 101 datiert ist, belegt die Einheit in derselben Provinz.
Zu einem unbestimmten Zeitpunkt wurde die Kohorte nach Moesia superior verlegt, vermutlich um an den Dakerkriegen Trajans teilzunehmen. Der erste Nachweis der Einheit in der Provinz beruht auf einem Diplom, das auf 103/105 datiert ist. In dem Diplom wird die Kohorte als Teil der Truppen (siehe Römische Streitkräfte in Moesia) aufgeführt, die in der Provinz stationiert waren. Weitere Diplome, die auf 103/106 bis 103/107 datiert sind, belegen die Einheit in derselben Provinz.
Danach erscheint die Einheit vorübergehend in der Provinz Dacia, wo sie erstmals durch ein Diplom nachgewiesen ist, das auf 109 datiert ist. In dem Diplom wird die Kohorte als Teil der Truppen (siehe Römische Streitkräfte in Dacia) aufgeführt, die in der Provinz stationiert waren. Ein weiteres Diplom, das auf 110 datiert ist, belegt die Einheit in derselben Provinz.
Zu einem unbestimmten Zeitpunkt wurde die Kohorte wieder nach Moesia superior zurückverlegt, wo sie erneut durch Diplome, die auf 135 bis 165 datiert sind, belegt ist.

## Standorte
Standorte der Kohorte in Germania waren möglicherweise:
- Aquae Mattiacorum (Wiesbaden): Eine Inschrift wurde hier gefunden.[7]
- Bingium (Bingen am Rhein): Zwei Inschriften wurden hier gefunden.[8]

Standorte der Kohorte in Moesia Superior waren möglicherweise:
- Tricornium (Ritopek): Ziegel mit dem Stempel COH I PAN wurden hier gefunden.[9]

## Angehörige der Kohorte
Folgende Angehörige der Kohorte sind bekannt:

### Kommandeure
| - M(arcus) Papirius [], ein Präfekt. Er war auch Präfekt des Numerus Palmyrenorum Tibiscensium. - Septimius Ursus: er wird auf dem Diplom von 165 als Kommandeur der Kohorte genannt. | - Tiberius Claudius Agrippa, ein Präfekt |

### Sonstige
| - Adiutor, ein Soldat (CIL 5, 885) - Bassus, ein Centurio (CIL 5, 885) - [B]reucus Blaedar[i], ein Soldat (CIL 13, 7510) - Crispinus, ein Reiter und Imaginifer (AE 1926, 110) | - Scenus, ein Soldat (CIL 13, 7511) - Licaius, ein Soldat (CIL 13, 7582) - Valerius Valens, ein Fußsoldat: das Diplom von 165 wurde für ihn ausgestellt. |

## Weitere Kohorten mit der BezeichnungCohors I Pannoniorum
Es gab noch fünf weitere Kohorten mit dieser Bezeichnung, siehe Cohors I Pannoniorum.